# حسين أباد دهدار (حسين أباد كرمان)
حسین أباد دهدار (بالفارسية: حسین‌آباد دهدار) هي قرية تقع في إيران في Hoseynabad Rural District. يقدر عدد سكانها بـ 2,235 نسمة .